# Yarabina dardoana
Yarabina dardoana är en insektsart som först beskrevs av Otte, D. och R.D. Alexander 1983.  Yarabina dardoana ingår i släktet Yarabina och familjen Mogoplistidae. Inga underarter finns listade i Catalogue of Life.